# Svavelgumpad myjob
Svavelgumpad myjob (Myiobius sulphureipygius) är en central- och sydamerikansk tätting i familjen krontyranner.

## Utseende och läte
Svavelgumpad myjob är en tyrannliknande liten fågel med en kroppslängd på 12 centimeter. Den är olivbrun på huvud och övre delen av ryggen, svartaktig på vingar och stjärt och brungul bröst och bröstsidor. Den är grå i ansiktet inklusive ögonring men strupen är vit. Det karakteristiskt ljusgula på övergumpen som gett arten dess namn sträcker sig upp till nedre delen av ryggen. Även buken är gul, liksom en liten tofs på huvudet. Lätet är ett skarpt psit.

## Utbredning och systematik
Svavelgumpad myjob delas in i två underarter med följande utbredning:
- Myiobius sulphureipygius sulphureipygius – förekommer från tropiska sydöstra Mexiko till Honduras
- Myiobius sulphureipygius aureatus – förekommer från södra Honduras till västra Colombia och västra Ecuador

### Familjetillhörighet
Arten behandlades tidigare som en medlem av familjen tyranner (Tyrannidae). DNA-studier visade initialt att släktet Myiobius liksom de tidigare tyrannerna i Onychorhynchus och Terenotriccus snarare stod närmare tityrorna (Tityridae), varvid flera taxonomiska auktoriteter flyttade dem dit, tillsammans med enigmatiska vassnäbben. Resultat från senare genetiska studier visar dock att de snarare utgör en avlägsen systergrupp till tyrannerna. Författarna till denna studie rekommenderade att de istället bör placeras i en egen familj, Onychorhynchidae. 2025 tilldelades familjen namnet krontyranner av Birdlife Sveriges taxonomikommitté.

## Levnadssätt
Arten påträffas i fuktiga låglänta subtropiska eller tropiska skogar. Den ses ofta nära vattendrag där fågeln rör sig genom de lägre regionerna, ofta i blandflockar med andra arter. Den visar ofta upp sin gula övergump genom att sprida stjärten och sänka vingarna.

## Status och hot
Arten har ett stort utbredningsområde och en stor population, men tros minska i antal till följd av skogsavverkning, dock inte tillräckligt kraftigt för att den ska betraktas som hotad. Internationella naturvårdsunionen IUCN kategoriserar därför arten som livskraftig (LC). Den tros vara lokalt förekommande i vissa områden.

## Namn
Myjob är en försvenskning av det vetenskapliga släktesnamnet Myiobius som betyder "lever med/bland/av flugor".